# Xalet al carrer Sant Esteve, 18 (Caldes de Malavella)
L'edifici situat al carrer Sant Esteve, 18 és un xalet del municipi de Caldes de Malavella (Selva) inclosa en l'Inventari del Patrimoni Arquitectònic de Catalunya.

## Descripció
Consta de planta baixa i terrat i està envoltada per un petit jardí. A la planta baixa hi ha la porta d'entrada i una finestra a banda i banda. Totes les obertures tenen un guardapols molt ample amb una forma semi-circular als extrems. Just a sota del guardapols hi ha una fina cornisa amb relleus vegetals. A més, les finestres tenen un ampit motllurat. A sobre hi ha una potent cornisa amb motius geomètrics i medallons que al seu interior contenen petits respiralls, a sobre hi ha un fris de dentallons. L'edifici està coronat per un terrat amb una barana d'obra amb motius romboidals i geomètrics. La façana té un subtil encoixinat.